# Mads Rasmussen

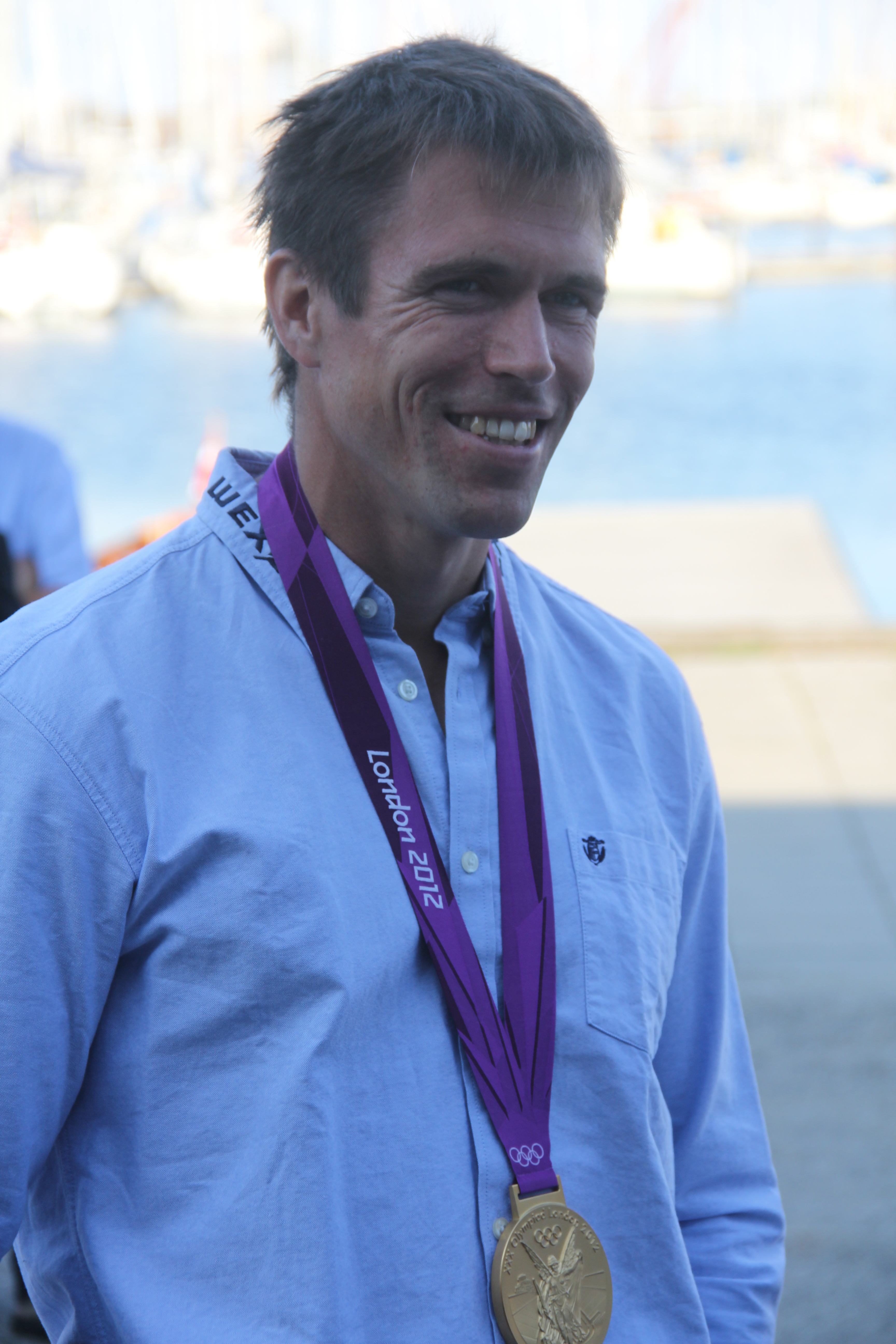
Mads Rasmussen mit der olympischen Goldmedaille 2012

Mads Reinholdt Rasmussen (* 24. November 1981 in Nykøbing Falster) ist ein dänischer Ruderer und Olympiasieger 2012 im Leichtgewichts-Doppelzweier.

## Sportliche Karriere
1998 und 1999 belegte Rasmussen zusammen mit Lasse Bork jeweils den fünften Platz bei den Junioren-Weltmeisterschaften. 2001 trat er erstmals mit Rasmus Quist an, bei den Ruder-Weltmeisterschaften 2001 belegten die beiden den sechsten Platz. Im Jahr darauf gewannen sie in Sevilla mit Bronze ihre erste Weltmeisterschaftsmedaille. Bei ihrem ersten Olympiastart 2004 in Athen erreichten Quist und Rasmussen den vierten Platz, nachdem sie zuvor in Posen ihr erstes Weltcuprennen gewonnen hatten. 2005 starteten die beiden auf dem Dorney Lake in Eton im Leichtgewichts-Einer, Rasmussen siegte vor Quist. Bei den Weltmeisterschaften in Gifu erhielten die beiden Silber hinter dem ungarischen Doppelzweier. Ihren ersten Weltmeistertitel erruderten Quist und Rasmussen 2006 auf dem Dorney Lake in Eton. 2007 erreichten die beiden Dänen vier Siege in den vier wichtigsten Rennen des Jahres: Weltcupsiege in Linz, Amsterdam und Luzern sowie bei den Weltmeisterschaften in München. 2008 erkämpften die beiden im Weltcup nur einen zweiten Platz in Posen, bei den Olympischen Spielen in Peking erhielten die beiden Bronze hinter dem britischen und dem griechischen Boot.
Danach trennten sich Rasmussen und Quist. 2009 ruderte Rasmussen im Leichtgewichts-Einer und gewann in dieser Bootsklasse Bronze bei den Ruder-Weltmeisterschaften 2009 in Posen, 2010 trat Rasmussen recht erfolglos mit Thomas Larsen im Doppelzweier der offenen Gewichtsklasse an. Erst 2011 fanden sich Quist und Rasmussen wieder im Leichtgewichts-Doppelzweier. Nach zwei dritten Plätzen im Weltcup, belegten sie bei den Weltmeisterschaften den fünften Platz. 2012 erreichten die beiden im Weltcup einen vierten Platz und zwei dritte Plätze. Die olympische Regatta 2012 wurde auf dem Lake Dorney in Eton ausgetragen, der Regattastrecke, auf der Quist und Rasmussen ihren Weltcupdoppelsieg erreicht und ihren ersten WM-Titel gewonnen hatten. Im olympischen Finale 2012 siegten die beiden Dänen knapp vor den britischen Olympiasiegern von 2008 und Weltmeistern 2010 und 2011 Zac Purchase und Mark Hunter. Vier Jahre später konnten sich Quist und Rasmussen nochmals für die Olympischen Spiele 2016 qualifizieren, in Rio de Janeiro belegten sie den zehnten Platz.
Rasmussen hat bei einer Körpergröße von 1,83 Metern ein Wettkampfgewicht von etwa 69 Kilogramm. Er rudert für den Danske Studenters Roklub in Kopenhagen.